# Esqui cross-country nos Jogos Olímpicos de Inverno de 2018 - Revezamento 4x10 km masculino
O revezamento 4x10 km masculino do esqui cross-country nos Jogos Olímpicos de Inverno de 2018 foi disputado em 18 de fevereiro no Centro de Esqui Cross-Country Alpensia, em Pyeongchang.

## Medalhistas
|  | NOR Noruega                                                                       |  | OAR Atletas Olímpicos da Rússia                                   |  | FRA França                                                               |
|  | Didrik Tønseth Martin Johnsrud Sundby Simen Hegstad Krüger Johannes Høsflot Klæbo |  | Andrey Larkov Alexander Bolshunov Alexey Chervotkin Denis Spitsov |  | Jean-Marc Gaillard Maurice Manificat Clément Parisse Adrien Backscheider |

## Programação
Horário local (UTC+9).
| Data            | Horário | Evento |
| --------------- | ------- | ------ |
| 17 de fevereiro | 15:15   | Final  |

## Resultados
A prova foi disputada por 14 equipes.
| Pos. | Bib | País                                                                                              | Tempo                                     | Diferença |
| ---- | --- | ------------------------------------------------------------------------------------------------- | ----------------------------------------- | --------- |
| 01 ! | 1   | NOR Noruega Didrik Tønseth Martin Johnsrud Sundby Simen Hegstad Krüger Johannes Høsflot Klæbo     | 1:33:04.9 24:59.1 24:51.8 21:19.7 21:54.3 | –         |
| 02 ! | 2   | OAR Atletas Olímpicos da Rússia Andrey Larkov Aleksandr Bolshunov Alexey Chervotkin Denis Spitsov | 1:33:14.3 24:42.1 24:36.7 22:08.0 21:47.5 | +9.4      |
| 03 ! | 7   | FRA França Jean-Marc Gaillard Maurice Manificat Clément Parisse Adrien Backscheider               | 1:33:41.8 24:51.7 24:55.1 21:24.2 22:30.8 | +36.9     |
| 4    | 5   | FIN Finlândia Perttu Hyvärinen Iivo Niskanen Matti Heikkinen Lari Lehtonen                        | 1:34:45.4 25:42.9 24:29.8 21:56.5 22:36.2 | +1:40.5   |
| 5    | 3   | SWE Suécia Jens Burman Daniel Rickardsson Marcus Hellner Calle Halfvarsson                        | 1:35:10.5 25:17.8 25:57.0 21:53.3 22:02.4 | +2:05.6   |
| 6    | 6   | GER Alemanha Andreas Katz Thomas Bing Lucas Bögl Jonas Dobler                                     | 1:35:13.1 25:55.5 25:17.2 21:56.6 22:03.8 | +2:08.2   |
| 7    | 8   | ITA Itália Maicol Rastelli Francesco De Fabiani Giandomenico Salvadori Federico Pellegrino        | 1:35:40.1 24:50.9 24:52.4 22:39.1 23:17.7 | +2:35.2   |
| 8    | 9   | KAZ Cazaquistão Alexey Poltoranin Yevgeniy Velichko Vitaliy Pukhkalo Denis Volotka                | 1:36:36.3 24:40.9 25:29.1 23:10.3 23:16.0 | +3:31.4   |
| 9    | 12  | CAN Canadá Len Väljas Graeme Killick Russell Kennedy Knute Johnsgaard                             | 1:36:45.9 25:56.3 25:15.9 22:06.7 23:27.0 | +3:41.0   |
| 10   | 11  | CZE República Checa Aleš Razým Martin Jakš Petr Knop Michal Novák                                 | 1:37:23.0 25:55.9 25:22.0 22:33.5 23:31.6 | +4:18.1   |
| 11   | 4   | SUI Suíça Jonas Baumann Dario Cologna Toni Livers Roman Furger                                    | 1:38:01.4 26:43.7 24:55.6 23:08.9 23:13.2 | +4:56.5   |
| 12   | 13  | EST Estônia Andreas Veerpalu Algo Kärp Karel Tammjärv Raido Ränkel                                | 1:38:21.7 26:17.7 26:28.8 22:06.5 23:28.7 | +5:16.8   |
| 13   | 14  | AUT Áustria Dominik Baldauf Max Hauke Bernhard Tritscher Luis Stadlober                           | 1:39:12.9 26:09.4 26:22.2 22:40.8 24:00.5 | +6:08.0   |
| 14   | 10  | USA Estados Unidos Andrew Newell Reese Hanneman Scott Patterson Noah Hoffman                      | 1:42:29.1 26:09.7 28:17.7 22:58.8 25:02.9 | +9:24.2   |

Legenda
| Recorde mundial      | Recorde mundial (World record)               |                       | Recorde africano                      | Recorde africano (African) |                                           | Q | Classificado por posição (Qualified) |
| Recorde olímpico     | Recorde olímpico (Olympic record)            | Recorde da América    | Recorde da América (Americas)         | q                          | Classificado por melhor tempo (Qualified) |   |                                      |
| Melhor marca do ano  | Melhor marca do ano (World leading)          | Recorde asiático      | Recorde asiático (Asian)              | DNS                        | Não largou (Did not start)                |   |                                      |
| Recorde nacional     | Recorde nacional (National record)           | Recorde europeu       | Recorde europeu (European)            | DNF                        | Não terminou (Did not finish)             |   |                                      |
| Recorde pessoal      | Recorde pessoal do atleta (Personal best)    | Recorde da Oceania    | Recorde da Oceania (Oceania)          | DSQ / DQ                   | Desclassificado (Disqualified)            |   |                                      |
| Recorde da temporada | Recorde da temporada do atleta (Season best) | Recorde sul-americano | Recorde sul-americano (South America) | NM                         | Sem marca (No mark)                       |   |                                      |

### Esqui cross-country
| Penalizado com cartão amarelo | Penalizado com o cartão amarelo (Yellow card)                                           |  |  |  |
| LL                            | Classificado por tempo (Lucky loser)                                                    |  |  |  |
| PF                            | Vencedor definido por photo finish (Photo finish)                                       |  |  |  |
| LAP                           | Ultrapassado pelo líder (Lapped)                                                        |  |  |  |
| DQB                           | Desclassificado por conduta antidesportiva (Disqualified for unsportsmanlike behaviour) |  |  |  |
| RAL                           | Ranqueado como último (Ranked as last)                                                  |  |  |  |